# Hugo Napoleão (Piauí)
Hugo Napoleão é um município brasileiro do estado do Piauí. Localiza-se a uma latitude 05º59'19" sul e a uma longitude 42º33'22" oeste, estando a uma altitude de 232 metros. Sua população estimada em 2019 foi de 3.877 habitantes.

## História
O nome atual do município não tem nenhuma ligação com sua origem. O nome original era Lagoinha dos Mota, em virtude de uma fazenda existente na área cujo proprietário chamava-se Dorotéo da Mota.
Quando surgiu a ideia de transformar o povoado em cidade veio a necessidade de erguer as edificações em outro ponto que não fosse tão próximo da lagoa. Ainda hoje na cidade existe o bairro Lagoinha dos Mota, onde tudo começou no início do século 19. O primeiro registro para emancipar " Lagoinha" data de 1920.
Os primeiros moradores do povoado foram Manoel Raimundo Costa, Mariano Gomes da Costa, Miguel Mota, neto de Dorotéo da Mota, e Elizeu que foi o primeiro comerciante da área. Lagoinha só conseguiu sua autonomia administrativa em 1963. A ela foi dado o nome oficial de Hugo Napoleão, em homenagem a um político piauiense.
Elevado à categoria de município e distrito com a denominação de Hugo Napoleão, pela lei estadual nº 2512, de 02-12-1963, desmembrado de Regeneração. Sede no atual distrito de Hugo Napoleão (ex-localidade). Constituído do distrito sede. Instalado em 01-04-1964. Em divisão territorial datada de 31-XII-1968, o município é constituído do distrito sede. Assim permanecendo em divisão territorial datada de 2007.

## Geografia
O município está localizado na microrregião do Médio Parnaíba Piauiense, compreendendo uma área irregular de 277,84 km², tendo como limites ao norte os municípios de Água Branca e Olho d’Água do Piauí, ao sul Jardim do Mulato, a leste Passagem Franca do Piauí, e a oeste Jardim do Mulato e São Gonçalo do Piauí.
A sede municipal tem as coordenadas geográficas de 05 o 59’20” de latitude sul e 42 o 33’21” de longitude oeste de Greenwich e dista cerca de 111 km de Teresina.
Os dados socioeconômicos relativos ao município foram obtidos a partir de pesquisa nos sites do IBGE e do Governo do Estado do Piauí. O município foi criado pela Lei nº 2.512 de 02/12/1963. A população total, segundo o Censo 2004 do IBGE, é de 3.739 habitantes e uma densidade demográfica de 13,33 hab/km², onde 20,46% das pessoas estão na zona rural.
Com relação a educação, 60,5% da população acima de 10 anos de idade são alfabetizadas. A sede do município dispõe de energia elétrica, terminais telefônicos, agência de correios e telégrafos, e escola de ensino fundamental e médio. A agricultura praticada no município é baseada na produção sazonal de arroz, feijão, mandioca, milho, tomate e abacaxi.